# Friedrich Gottlieb Barth
Friedrich Gottlieb Barth (* 3. August 1738 in Wittenberg; † 6. Oktober 1794 in Schulpforte) war ein deutscher Pädagoge und Sprachwissenschaftler.

## Leben
Geboren als Sohn des Weißbäckers Johann Christian Barth und seiner Frau Catarina Elisabeth (geb. Krause) wuchs er in seiner Heimatstadt auf, wo er auch die Stadtschule besuchte. Durch sehr gute Leistungen wurde er am 13. September 1753 an der kurfürstlichen Landesschule St. Augustin in Grimma gesendet. Am 18. Januar 1758 kehrt er in seine Heimatstadt zurück, immatrikuliert sich am 18. Januar 1758 an der Universität Wittenberg und erwirbt am 29. April 1761 den akademischen Grad eines Magisters an der philosophischen Fakultät. In Wittenberg übernimmt er 1764 an der Stadtschule Wittenberg eine Tätigkeit als Konrektor und wechselt drei Jahre später als 3. Lehrer an die Landesschule Pforta. In Schulpforta lernte er Friederica Dorothea, die jüngste Tochter des Kantors Gottlob Geißler in Schulpforte, kennen die er am 6. Oktober 1767 heiratete und mit der er 13 Kinder hatte von dem ein Kind frühzeitig starb.
Nach den Überlieferungen aus seiner Zeit soll er ein sehr guter Lehrer gewesen sein, der es verstand, die alten Sprachen ausgesprochen lebendig und gut verständlich zu vermitteln. Was auf sein eigenes Talent zum Erlernen von Sprachen zurückzuführen ist. Neben Latein und Griechisch beherrschte er noch mehrere morgenländische Sprachen, aber auch Französisch, Englisch, Italienisch und Spanisch. Vor allem in Englisch und Italienisch gab er Privatunterricht, wofür er auch eine gewisse Bezahlung erhielt. So verfasste er auch einige kleine grammatische Anweisungen, die jedoch nicht gedruckt wurden. Veröffentlicht wurde nur eine spanische Sprachlehre einschließlich Lesebuch.
Zu seinen Schülern gehörten unter anderem Friedrich Wilhelm Döring, Karl August Böttiger, Christoph Wilhelm Mitscherlich und Heinrich Karl Eichstädt, die durch sein Unterricht eine gewisse Lenkung erfahren haben. 1781 wurde Barth Konrektor und nachdem Johann Gottfried Geißler die Schule verlassen hatte, stieg er zum Rektor der Einrichtung auf und am 27. April 1787 offiziell in sein Amt eingeführt.
In Barths Amtsperiode als Rektor erschienen mehrfach Schriften, die Kritik an den Einrichtungen der Schule übten und damit einen regelrechten Streit um die Anstalt auslösten. Insofern war es keine einfache Zeit für den Rektor. Außerdem begannen nach einer langen schweren Krankheit im Jahr 1790 Barths Kräfte nachzulassen. Später beklagte er auch ein Nachlassen seines Gedächtnisses. Im September 1794 musste er schließlich wegen eines Schwächeanfalls am ersten Tag des Herbstexamens die Arbeit für eine Woche niederlegen, übernahm dann nach kurzzeitiger Besserung die Prämienübergabe an die Schüler und versuchte, seine Amtsgeschäfte weiterzuführen.
Doch ab 27. September nahm die Schwäche so zu, dass er das Bett nicht mehr verlassen konnte. Nach einem kurzen, schmerzlosen Krankenlager starb Friedrich Gottlieb Barth am 6. Oktober 1794. Wenige Tage zuvor hatte er den Bogen Papier beiseitegeschoben, auf den er seinen letzten Willen schreiben wollte, weil er glaubte, dass sich seine Freunde und ehemaligen Schüler schon seiner Familie annehmen würden. Tatsächlich sammelten allein alle in Schulpforte anwesenden Schüler für die Familie ihres Rektors in wenigen Tagen 100 Taler, während einer der liebsten ehemaligen Schüler Barths, Kirchenrat Döring, den jüngsten Sohn der Familie zur Erziehung zu sich nahm. Friedrich Gottlieb Barth wurde am 10. Oktober 1794 unter dem Geläut aller Glocken in Schulpforte beigesetzt.

## Werke
- Providentia Dei circa res singulares demonstrata: ac partim vindicata / praeses Christianus Kaschub … respondente Friderico Gottlieb Barth. Wittenberg 1761. (Digitalisat)
- De digressionibus poeticis. Wittenberg 1766
- Kurze Anweisung zur englischen Sprache für Anfänger: nach den Grundsätzen des Herrn Ludwigs. Weißenfels und Leipzig, 1772
- Epistola ad … Carolum Henricum Geislerum ...: de nova editione Propertü Deo volente procuranda. Leipzig 1773
- Famam Virgilianam ab iniustis aliquot reprehensionibus vindicat. Numburgi, 1774
- Vorlesungen über einige Elegien des Properz: nebst einer prosaischen Übersetzung der Königinn aller Elegien und einer poetischen zwoer anderer / von Friedrich Gottlieb Barth. Dresden, 1775. (Digitalisat)
- Propertius, Sextus: Sex. Avrel. Propertivs: Varietate Lectionis Et Perpetva Adnotatione; Accedvnt Indices Rervm Ac Verborvm Locvpletissimi / Illvstratvs A Frid. Gottl. Barthio. Leipzig 1777
- Stricturas aliquot animadversionum ad Anacreontem proponit … / Frid. Gottlieb Barth. Naumburg 1777
- Kurzgefaßte Spanische Grammatik: Vorinnen die richtige Aussprache und alle zur Erlernung dieser Sprache nöthigen Grundsätze abgehandelt und erläutert sind ...; Nebst einigen Gesprächen zur Uebung für Anfänger. Erfurt, 1778. (Digitalisat)
- A new collection of poetical pieces, original and translated, oder neue englische poetische Chrestomathie / zusammengetragen u. mit erl. Anm. … vers. von E G. Barth. Erfurt, 1778. (Digitalisat)
- Catullus, Gaius Valerius: Epitalamium de nuptiis Pelei et Thetidos varietate Lectionis et perpetua adnotatione / illustratum a F. G. Doeringio. Praefatus est Fr. Gotd. Barth. Naumburg, 1778
- Epistola, qua … Friderico Guilielmo Doeringio designato Lvicei Gubenensis Rectori munus hos mense Decembri 1782 adeundum / gratulatur Fridericus Gottlieb Barth. Leipzig, 1782
- Perillustri atque excellentissimo Domino Friderico Gottlob a Berlepsch … sacratum / Friedrich Gottlieb Barth. Leipzig, 1783
- Eclogae recentiorum aliquot poetarum praestantiores. In Fine Additum Est Gulielmi Massiaei Carmen Elegantissimum Caffaeum. / [Ermittelt: Friedrich Gottlieb Barth (Hrsg.)] Erfurt, 1783
- Doeringio suo munus rectoris scholae oppidanae apud numburgenses susceptum, ratulatur …. Naumburg, 1784
- Geislero suo affini desideratissimo … in patriam reduci. Naumburg, 1784
- Kurzgefaßte Spanische Grammatik: Worinnen die richtige Aussprache und alle zur Erlernung dieser Sprache nöthigen Grundsätze abgehandelt und erläutert sind, daß ein jeder, der lateinisch verstehet, diese Sprache in ein paar Wochen, ohne Lehrmeister zu erlernen im Stande ist. 2., verm. Aufl. Erfurt, 1788
- M. Fr. G. Barth's vormaligen Rektors in der Fürstenschule zu Pforta in Kursachsen kurzgefaßte Spanische Grammatik: worinnen die richtige Aussprache und alle zur Erlernung dieser Sprache nöthigen Grundsätze abgehandelt und erläutert sind, daß Jeder, der Lateinisch verstehet, diese Sprache in ein paar Wochen, ohne Lehrmeister, zu erlernen Im Stande ist; Nebst einigen Gesprächen und einer Sammlung angenehmer Erzählungen und Geschichtchen. Dritte vermehrte und verbesserte Auflage. Erfurt, 1797
- M. Fr[iedrich] G[ottlieb] Barth's Grammatica espanola oder Kurzgefasste spanische Grammatik.  Verm. u. hrsg. vom Prof. Theophil Friedrich Ehrmann. Erfurt, 1807